# Dirk Stermann
Dirk Stermann (né le 7 décembre 1965 à Duisbourg) est un animateur de télévision et de radio, humoriste et auteur allemand. Il vit et travaille en Autriche depuis 1988.

## Biographie
Stermann effectue un service civil après l'abitur. Il souhaite ensuite étudier le théâtre en Allemagne. Comme son abitur est insuffisant pour le numerus clausus, il doit attendre plusieurs années pour obtenir une place à l'université. Il décide donc d'aller à Vienne et d'y étudier le théâtre et l'histoire, mais il abandonne.
Il travaille pour l'Österreichischer Rundfunk à partir de 1988. À partir de 1990, il forme le duo Stermann et Grissemann avec l'Autrichien Christoph Grissemann (de). Les deux animent l'émission de radio satirique Salon Helga de 1989 à 2014 et, à partir de 1995, également l'émission de radio satirique Radio Blume sur FM4. Entre 1998 et 2011, Stermann travaille pour Radio Eins, où il crée l'émission de radio Show Royale avec Grissemann. De 2004 à 2013, il anime le Protestsongcontest au Rabenhof Theater à Vienne. Depuis 2007, il anime le talk-show Willkommen Österreich avec Christoph Grissemann. En décembre 2012, il anime le jeu télévisé satirique Keine Chance – Die Stermann gegen Grissemann Show avec Grissemann.
De 2015 à 2017, Stermann anime cinq épisodes de l'émission Die Geschichte eines Abends sur NDR Fernsehen.
En octobre 2022, il donne la première de son premier spectacle solo, Zusammenbraut, au Rabenhof Theater.

## Filmographie
En tant qu'acteur
- 1996 : Mah Jongg & Die Frisur des Paten (de) (court métrage)
- 2004 : Silentium!
- 2004-2001 : Dorfers Donnerstalk (de) (série télévisée, 32 épisodes)
- 2005 : Harte Hasen
- 2007 : Immer nie am Meer
- 2007 : Import/Export
- 2008 : Im Anschluss: Neues aus Waldheim (de) (série télévisée)
- 2014 : Winterkartoffelknödel (de)
- 2015 : Drei Eier im Glas
- 2017 : Die Migrantigen (de)
- 2023 : Tatort: Was ist das für eine Welt (de) (TV)

En tant que scénariste
- 1996 : Frau Pepi und die Buben (série télévisée)
- 1996 : Mah Jongg & Die Frisur des Paten (de) (court métrage)
- 1997 : Blech oder Blume (série télévisée)
- 1997 : Schöne Show (série télévisée)
- 1998 : Suite 16 (série télévisée)
- 1999 : Die kranken Brüder & ihre Schwestern (série télévisée)
- 2004-2001 : Dorfers Donnerstalk (de) (série télévisée, 32 épisodes)
- 2007 : Immer nie am Meer
- 2015 : Drei Eier im Glas